# Sabina Boroń
Sabina Boroń (ur. 17 lipca 1921 w Wierzchowiskach, zm. 22 maja 1997) – polska rdzeniarka, posłanka na Sejm PRL V i VI kadencji.

## Życiorys
W latach 1942–1945 pracowała jako służąca. W 1945 podjęła pracę jako rdzeniarka w Zakładach Bońkowski w Lublinie, a następnie w Fabryce Samochodów Ciężarowych im. Feliksa Dzierżyńskiego w Starachowicach, gdzie pełniła funkcję brygadzistki. Należała do Polskiej Zjednoczonej Partii Robotniczej, z jej ramienia pełniła mandat posła na Sejm PRL V i VI kadencji (1969–1976). Została wybrana w okręgu 32 (Ostrowiec Świętokrzyski), należała do komisji sejmowych: pracy i spraw socjalnych oraz handlu wewnętrznego.
Odznaczona Brązowym i Złotym Krzyżem Zasługi.